# Oops!... I Did It Again (bài hát)
"Oops!... I Did It Again" là một bài hát của ca sĩ người Mỹ Britney Spears nằm trong album phòng thu thứ hai cùng tên của cô. Bài hát được phát hành vào ngày 11 tháng 4 năm 2000 bởi Jive Records như là đĩa đơn đầu tiên trích từ album. Trước khi phát hành chính thức, Spears ra mắt "Oops!... I Did It Again" lần đầu tiên trong chuyến lưu diễn ngắn hạn (You Drive Me) Crazy Tour (2000). Bài hát được sáng tác và sản xuất bởi Max Martin và Rami Yacoub, những cộng tác viên quen thuộc trong album trước của Spears ...Baby One More Time (1999). Đây là một bản teen pop và dance-pop, với nội dung đề cập đến một cô gái nghĩ rằng tình yêu là một trò chơi và đùa giỡn với những cảm xúc của người yêu. Ngoài ra, đoạn bridge của bản nhạc còn bao gồm một cuộc đối thoại ở gần cuối bài, được trích dẫn từ bộ phim năm 1997 Titanic (1997).
Sau khi phát hành, "Oops!... I Did It Again" đa phần nhận được những phản ứng tích cực từ các nhà phê bình âm nhạc, trong đó họ chỉ ra một số điểm tương đồng với đĩa đơn đầu tay năm 1999 của Spears "...Baby One More Time". Bài hát còn giúp nữ ca sĩ nhận được một đề cử giải Grammy cho Trình diễn giọng pop nữ xuất sắc nhất tại lễ trao giải thường niên lần thứ 43. "Oops!... I Did It Again" cũng gặt hái những thành công vượt trội về mặt thương mại, đứng đầu các bảng xếp hạng ở ít nhất 20 quốc gia, bao gồm nhiều thị trường lớn như Úc, Bỉ, Canada, Ý, Hà Lan, New Zealand, Na Uy, Tây Ban Nha, Thụy Điển, Thụy Sĩ và Vương quốc Anh, và lọt vào top 10 ở tất cả những quốc gia khác. Tại Hoa Kỳ, bài hát đạt vị trí thứ chín trên bảng xếp hạng Billboard Hot 100 do không được phát hành làm đĩa đơn thương mại, trở thành đĩa đơn thứ ba của Spears vươn đến top 10 tại đây.
Video ca nhạc cho "Oops!... I Did It Again" được đạo diễn bởi Nigel Dick, trong đó Spears nhảy múa và ca hát trên Sao Hỏa và gặp một nhà du hành vũ trụ, người đã phát sinh tình cảm với cô. Video nhận được bốn đề cử tại Giải Video âm nhạc của MTV năm 2000, nhưng không thắng giải nào. Để quảng bá bài hát, Spears trình diễn "Oops!... I Did It Again" trên nhiều chương trình truyền hình và lễ trao giải lớn, bao gồm Saturday Night Live, Today, Top of the Pops và giải Video âm nhạc của MTV năm 2000, cũng như trong nhiều chuyến lưu diễn trong sự nghiệp của cô, gần nhất là loạt đêm diễn cư trú ở Las Vegas, Britney: Piece of Me. Ngoài ra, bài hát cũng xuất hiện trong nhiều album tổng hợp của nữ ca sĩ kể từ khi phát hành, bao gồm Greatest Hits: My Prerogative (2004), The Singles Collection (2009) và Oops! I Did It Again: The Best of Britney Spears (2012).

## Danh sách bài hát
| - Đĩa CD tại Châu Âu 1. "Oops!... I Did It Again" (bản album) – 3:31 2. "Deep in My Heart" – 3:34 - Đĩa CD tại Úc, Châu Âu và CD maxi tại Nhật Bản 1. "Oops!... I Did It Again" (bản album) – 3:31 2. "Oops!... I Did It Again" (không lời) – 3:29 3. "From the Bottom of My Broken Heart" (Ospina's Millennium Funk Mix) – 3:29 4. "Deep in My Heart" – 3:34 - Đĩa CD maxi tại Vương quốc Anh 1. "Oops!... I Did It Again" (bản album) – 3:31 2. "Deep in My Heart" – 3:34 3. "From the Bottom of My Broken Heart" (Ospina's Millennium Funk Mix) – 3:29 - Đĩa đơn cassette tại Vương quốc Anh 1. "Oops!... I Did It Again" (bản album) – 3:31 2. "Oops!... I Did It Again" (không lời) – 3:29 3. "From the Bottom of My Broken Heart" (Ospina's Millennium Funk Mix) – 3:29 | - Đĩa CD maxi—Phối lại 1. "Oops!... I Did It Again" (bản album) – 3:31 2. "Oops!... I Did It Again" (Rodney Jerkins Remix) – 3:07 3. "Oops!... I Did It Again" (Ospina's Crossover Mix) – 3:15 4. "Oops!... I Did It Again" (Riprock 'n' Alex G. Oops! We Remixed Again!) [Radio Mix] – 3:54 5. "Oops!... I Did It Again" (Ospina's Deep Club Mix) – 6:05 6. "Oops!... I Did It Again" (Riprock 'n' Alex G. Oops! We Remixed Again!) [Club Mix] – 4:52 7. "Oops!... I Did It Again" (Ospina's Instrumental Dub) – 6:05 - Đĩa than 12" 1. "Oops!... I Did It Again" (Rodney Jerkins Remix) – 3:07 2. "Oops!... I Did It Again" (Music Breakdown Mix) – 3:16 3. "Oops!... I Did It Again" (Ospina's Crossover Mix) – 3:15 4. "Oops!... I Did It Again" (Jack D. Elliot Club Mix) – 6:24 5. "Oops!... I Did It Again" (Riprock 'n' Alex G. Oops! We Remixed Again!) – 4:52 6. "Oops!... I Did It Again" (Ospina's Deep Edit) – 3:24 |

## Xếp hạng
| Bảng xếp hạng (2000)                 | Vị trí cao nhất |
| ------------------------------------ | --------------- |
| Úc (ARIA)                            | 1               |
| Áo (Ö3 Austria Top 40)               | 2               |
| Bỉ (Ultratop 50 Flanders)            | 3               |
| Bỉ (Ultratop 50 Wallonia)            | 1               |
| Canada (RPM)                         | 1               |
| Canada Adult Contemporary (RPM)      | 15              |
| Cộng hòa Séc (Rádio – Top 100)       | 2               |
| Đan Mạch (Tracklisten)               | 1               |
| Châu Âu (European Hot 100 Singles)   | 1               |
| Phần Lan (Suomen virallinen lista)   | 2               |
| Pháp (SNEP)                          | 4               |
| Đức (Official German Charts)         | 2               |
| Hungary (Mahasz)                     | 1               |
| Iceland (Íslenski Listinn Topp 40)   | 2               |
| Ireland (IRMA)                       | 2               |
| Ý (FIMI)                             | 1               |
| Hà Lan (Dutch Top 40)                | 1               |
| Hà Lan (Single Top 100)              | 1               |
| New Zealand (Recorded Music NZ)      | 1               |
| Na Uy (VG-lista)                     | 1               |
| Ba Lan (ZPAV)                        | 1               |
| Bồ Đào Nha (AFP)                     | 5               |
| Rumani (Romanian Top 100)            | 1               |
| Scotland (OCC)                       | 1               |
| Tây Ban Nha (PROMUSICAE)             | 1               |
| Thụy Điển (Sverigetopplistan)        | 1               |
| Thụy Sĩ (Schweizer Hitparade)        | 1               |
| Anh Quốc (OCC)                       | 1               |
| Hoa Kỳ Billboard Hot 100             | 9               |
| Hoa Kỳ Adult Pop Airplay (Billboard) | 27              |
| Hoa Kỳ Pop Airplay (Billboard)       | 1               |
| Hoa Kỳ Rhythmic (Billboard)          | 8               |

| Bảng xếp hạng (2000)                 | Vị trí |
| ------------------------------------ | ------ |
| Úc (ARIA)                            | 35     |
| Áo (Ö3 Austria Top 40)               | 12     |
| Bỉ (Ultratop Flanders)               | 11     |
| Bỉ (Ultratop Wallonia)               | 16     |
| Brazil (Crowley Broadcast Analysis)  | 44     |
| Đan Mạch (Tracklisten)               | 15     |
| Châu Âu (European Hot 100 Singles)   | 7      |
| Phần Lan (Suomen virallinen lista)   | 30     |
| Pháp (SNEP)                          | 31     |
| Đức (Official German Charts)         | 15     |
| Iceland (Íslenski Listinn Topp 40)   | 18     |
| Ireland (IRMA)                       | 9      |
| Ý (FIMI)                             | 34     |
| Nhật Bản (Tokyo Hot 100)             | 42     |
| Hà Lan (Dutch Top 40)                | 18     |
| Hà Lan (Single Top 100)              | 16     |
| New Zealand (Recorded Music NZ)      | 23     |
| Na Uy Mùa Xuân (VG-lista)            | 1      |
| Rumani (Romanian Top 100)            | 3      |
| Thụy Điển (Sverigetopplistan)        | 3      |
| Thụy Sĩ (Schweizer Hitparade)        | 7      |
| Đài Loan (Hito Radio)                | 25     |
| Anh (Official Charts Company)        | 15     |
| Hoa Kỳ Billboard Hot 100             | 55     |
| Hoa Kỳ Adult Top 40 (Billboard)      | 89     |
| Hoa Kỳ Mainstream Top 40 (Billboard) | 26     |
| Hoa Kỳ Rhythmic Top 40 (Billboard)   | 39     |

| Bảng xếp hạng (2000–09) | Vị trí |
| ----------------------- | ------ |
| Hà Lan (Single Top 100) | 84     |

## Chứng nhận
| Quốc gia | Chứng nhận  | Số đơn vị/doanh số chứng nhận |
| --- | ----------- | ----------------------------- |
| Úc (ARIA) | Bạch kim    | 70.000^                       |
| Áo (IFPI Áo) | Vàng        | 25.000*                       |
| Bỉ (BEA) | Bạch kim    | 50.000*                       |
| Canada (Music Canada) | Bạch kim    | 80.000‡                       |
| Đan Mạch (IFPI Đan Mạch) | Bạch kim    | 90.000‡                       |
| Pháp (SNEP) | Vàng        | 250.000*                      |
| Đức (BVMI) | Vàng        | 250.000^                      |
| Ý (FIMI) (từ năm 2009) | Vàng        | 35.000‡                       |
| Hà Lan (NVPI) | Vàng        | 40.000^                       |
| New Zealand (RMNZ) | Bạch kim    | 10.000*                       |
| New Zealand (RMNZ) (nhạc số) | 2× Bạch kim | 60.000‡                       |
| Bồ Đào Nha (AFP) | Vàng        | 20.000‡                       |
| Tây Ban Nha (PROMUSICAE) | Bạch kim    | 60.000‡                       |
| Thụy Điển (GLF) | 2× Bạch kim | 60.000^                       |
| Thụy Sĩ (IFPI) | Vàng        | 25.000^                       |
| Anh Quốc (BPI) | 2× Bạch kim | 1.200.000‡                    |
| Hoa Kỳ (RIAA) | 4× Bạch kim | 4.000.000‡                    |
| * Chứng nhận dựa theo doanh số tiêu thụ. ^ Chứng nhận dựa theo doanh số nhập hàng. ‡ Chứng nhận dựa theo doanh số tiêu thụ và phát trực tuyến. |             |                               |

## Lịch sử phát hành
| Khu vực        | Ngày             | Định dạng                    | Hãng đĩa | Ct.    |
| -------------- | ---------------- | ---------------------------- | -------- | ------ |
| Hoa Kỳ         | 11 tháng 4, 2000 | Contemporary hit radio       | Jive     | [ 78 ] |
| Đức            | 25 tháng 4, 2000 | CD Maxi                      | BMG      | [ 79 ] |
| Hoa Kỳ         | 1 tháng 5, 2000  | Hot adult contemporary radio | Jive     | [ 80 ] |
| Vương quốc Anh | 1 tháng 5, 2000  | cassette CD                  | RCA      | [ 81 ] |
| Nhật Bản       | 3 tháng 5, 2000  | CD Maxi                      | Avex     | [ 82 ] |
| Pháp           | 16 tháng 5, 2000 | CD                           | Virgin   | [ 83 ] |
| New Zealand    | 22 tháng 5, 2000 | CD cassette                  | Jive     | [ 84 ] |
| Hoa Kỳ         | 30 tháng 5, 2000 | Đĩa than 12-inch             | Jive     | [ 85 ] |
| Pháp           | 6 tháng 6, 2000  | CD Maxi (phối lại)           | Virgin   | [ 86 ] |
| Đức            | 14 tháng 6, 2000 | CD Maxi (phối lại)           | BMG      | [ 87 ] |